# Orogênese Brasiliana
Orogênese Brasiliana (ou ainda Ciclo Brasiliano), em geologia, engloba os eventos colisionais ocorridos no Neoproterozóico que formaram a parte oeste do supercontinente Gondwana, sendo identificada na litologia sul-americana e considerada o principal processo geológico estruturante do território brasileiro atual. A Orogênese Brasiliana pode ser incluída no termo mais geral orogênese Brasiliana-Pan Africana, que abrange toda a amalgamação de Gondwana no intervalo de 750 a 500 Ma. 
Eventos geológicos desse porte tendem a possuir forte característica diacrônica, isto é, não acontecem de uma só vez. Uma das propostas recentes para a orogênese Brasiliana a separa em quatro fases distintas: eocriogeniana (800 a 740 Ma); tardicriogeniana-eoediacarana (660 a 610 Ma); eo-médio ediacarana (590 a 560 Ma) e tardicambriana (520 a 500 Ma) (Neves et al., 2014).
As cadeias montanhosas formadas no evento estão entre as maiores já vistas no planeta Terra. Elas foram geradas como consequência do fechamento de oceanos como o Adamastor e o Goianides no processo de colagem de blocos cratônicos originados do supercontinente Rodinia, como os crátons Amazônico e Rio de La Plata e West Africa, com o cráton São Francisco-Congo. Existem estudos associando as orogêneses paleoproterozóicas e condiçṍes ambientais geradas ao desenvolvimento da vida complexa, evidenciada pela Fauna Ediacarana.
O termo “Ciclo Orogênico Brasiliano” começou a ser utilizado no final dos anos 60, durante as tentativas de definir o Cráton São Francisco por Cordani, Almeida, Plfug, entre outros pesquisadores (McGee et al., 2012). Atualmente, “Ciclo Brasiliano” se refere a todo o processo de rifteamento de Rodínia e colagem em Gondwana, podendo ser entendido como um Ciclo de Wilson completo, possivelmente envolvendo etapas intermediárias, culminando com os processos da orogênese Brasiliana.
Os principais territórios gerados pela orogênese Brasiliana são: orógeno Araçuaí, província Borborema, orógeno Brasília, orógeno Ribeira, faixa Sergipana, faixa Paraguai e faixa Rio Preto.

## Configuração do Território
Os elementos estruturantes básicos do território brasileiro, como definidos por Almeida nos anos 70, se organizaram durante a orogênese Brasiliana. Nela, houve a colagem e delimitação dos blocos cratônicos Amazônico, São Francisco-Congo, Rio de La Plata, São Luiz (associado ao cráton West Africa), Paranapanema e Parnaíba. Nessa divisão, pode-se destacar três províncias onde os orógenos se localizam, sendo elas as províncias Tocantins, Mantiqueira e Borborema.
Como resultado das colisões crustais, se formam cadeias montanhosas nas porções intermediárias entre os blocos cratônicos. Elas são caracterizadas por serem extensas faixas de metamorfismo e dobramentos profundos com núcleos cristalinos. A litologia no geral é composta de plutons ígneos e rochas meta-sedimentares, sendo possível reconhecer sequências deposicionais das bacias precursoras, tipicamente sequências tipo rift, margem passiva e ofiolíticas, que sofrem inversões estratigráficas.
De maneira geral, pode-se notar que as grandes marcas estruturais do Brasil estão relacionadas à formação desses orógenos no neoproterozóico. Também é possível notar que o processo de rifteamento posterior, que separou a América da África, pareceu aproveitar as estruturas  e zonas de fraqueza geradas durante a Orogênese Brasiliana.
A Província Tocantins apresenta direção geral norte-sul como resultado da colisão entre os crátons Amazônico e São Francisco-Congo. Ela possui cerca de 2.000 km de extensão, compreendendo as faixas dobradas Araguaia e
Paraguai a oeste, situadas na margem do Cráton Amazônico, e a Faixa Brasília à leste, na margem do Cráton do São Francisco.
A Província Mantiqueira se estende por cerca de 3.000 km ao longo da costa atlântica, do Uruguai ao sul da Bahia, apresentando uma tendência marcante noroeste-sudoeste. Ela se situa à leste dos crátons São Francisco e Rio de La Plata, onde se localizam os orógenos Araçuaí e Ribeira. A parte oeste desse sistema orogênico é a faixa Congo Ocidental, localizada atualmente na África, margeando o Cráton do Congo.
A província Borborema se localiza no nordeste brasileiro, sendo delimitada pelo Cráton São Francisco à sul, sendo caracterizada por forte tendência estrutural leste oeste.

## Arcabouço estrutural
A orogenia do Brasiliano e as interações entre as placas convergentes podem ser divididos em “pulsos” numerados de 1 a 4, representados durante o Toniano Tardio ao Criogeniano Recente no pulso 1; Neocriogeniano ao Ediacarano Recente no pulso 2; seguido do pulso 3 até o Ediacarano Médio e, por fim, durante o Cambriano no quarto pulso.

### Pulso 1 (840 – 750 Ma)
O primeiro pulso é datado durante o Criogeniano Recente, segundo dados obtidos na maioria das províncias estruturais relacionadas a ele. Os eventos iniciais, entretanto, são de difícil estudo devido à superposição de eventos tectônicos e magmáticos mais jovens e pela falta de afloramentos que evidenciem as estruturas, além da consequente falta de dados geocronológicos. Como consequência, os primeiros eventos são datados com maior dificuldade.
Os arcabouços estruturais relacionados a esse pulso são:
- Arco de São Gabriel

Composto de granito-gnaisses cálcio-alcalinos do Grupo Cambaí (890 – 730 Ma); sequências metavulcanossedimentares do Grupo Vacaí (760 – 730 Ma); ofiolitos de Cerro Mantiqueira (740 Ma) e intrusões tardias (Brito Neves, Pimentel apud Laux et al. 2010; Lena et al. 2014). De acordo com os autores, esse terreno representa um arco magmático.
- Ortognaisses de Cerro Bori

Os ortognaisses desse arcabouço estão presentes no Uruguai, onde se predominam granodiorito gnaisses, granulitos máficos e félsicos, além de anfibolitos. As idades concórdia de U-Pb dessas rochas indicaram idades entre 802 Ma e 770 Ma. O metamorfismo regional foi datado em 676 Ma, o que indica um processo acrecionário completo antes da gênese do Batólito Pelotas-Aiguá.
- Terreno Embu

Presente na região central da Província Mantiqueira, este terreno segue direção NE-SW por mais de 250 Km com espessura de mais de 40 Km. É composto de gnaisses, rochas supracrustais, gnaisses Criogenianos e granitos de 600-590 Ma.
Considera-se esse terreno como um fragmento de continente ancorado no orógeno Ribeira durante o Ediacarano, na colisão dos Crátons do São Francisco e Paranapanema. Além disso, dados sugerem que se trata de um terreno do Brasiliano, apesar de ocorrências de rochas mais antigas que do Paleoproterozóico e Criogeniano ocorrerem na região.
- Cinturão Metamórfico Ceres-Rialma

Com exposição ao longo do Rio Tocantins – TO e por mais de 350 Km ao leste do Arco de Mara Rosa e Maciço de Goiás, este cinturão tem sua gênese no Criogeniano Recente.
Nesta região afloram rochas sedimentares e vulcânicas formadas em ambiente de rifteamento à abertura oceânica que sobrepõem tectonicamente a parte leste do cinturão, composto de rochas máficas acamadadas. Sugere-se que a origem dos estratos ígneos seja representada pela extrusão de LIPS (Large Igneous Provinces). A respeito da das duas partes do Cinturão, apesar de diferirem em origem e idade, foram justapostos em um mesmo evento tectônico e metamorfizados juntos em fácies anfiboloto e granulito.

### Pulso 2 (650-600 e 600-590 Ma)
Datado do Neocriogeniano ao Ediacarano Recente, esse pulso se encontra entre os eventos de Rodinia e Gondwana e é marcado por processos colisionais diacrônicos em todas as províncias estruturais da América do Sul, com afinamento consumo de oceanos. Suas províncias se dividem em:
- Província Tocantins (650 – 625 Ma)

A geologia dessa província tem sua gênese relacionada à processos acrecionários. Além disso, há também indicativos de interação entre placas, com fechamento de oceanos e colisão entre placas, assim como seus processos metamórficos.
- Província Borborema (650 – 620 Ma)

Um importante evento acrecionário relacionado à esta Província, o Sistema Santa Quitéria-Tamboril, com 380 Km de comprimento em direção N-S, por 110 de largura. Além disso, há diversas evidências de granitos formados em arcos magmáticos no Domínio Zona Transversal da Província e de outras áreas. Estes granitos foram agrupados como parte do Arco Magmático de Alto Sertão.
- Província Mantiqueira (650 – 620 Ma)

Esta província, com ocorrência entre o Estado de Minas Gerais no Brasil e o Uruguai, possui mais de 1500 Km ao longo da margem do continente. Apesar de não haver um contínuo de sistemas que interligue toda a Província, estudos trazem dados geofísicos, geológicos e geoquímicos que corroboram com o suporte dessa interpretação.
Estudos indicam que a interação entre placas geradora da Província Mantiqueira ocorreu entre o Cráton do São Francisco e o Cráton do Congo, apesar de ainda haverem discussões sobre esta possibilidade. Outra interpretação diz respeito à interação dos Crátons Rio de La Plata com o Cráton do Kalahari. Outra alternativa, mais abrangente, pode ser a orogênese pelo modelo “Quebra Nozes”, proposto por Alkmim et. al. (2006). A dificuldade em se interpretar a geologia da região é consequência dos efeitos de tectônica de escape ocorridos no Neoediacarano recente ao Ordoviciano. Além disso, o embasamento da Costa brasileira, bem como o soerguimento do Cenozóico também dificultam as interpretações.

### Pulso 3 (590 – 560 Ma)
Esse pulso conteve vários eventos tectônicos que incluem processos acrecionários no Ediacarano. Com isso, a separação com o pulso anterior a este não é bem clara nos estudos engendrados.
Algumas rochas graníticas de composição potássica, peralcalina e, por vezes, shoshonítica, são encontradas na Província Mantiqueira com idades entre 590 e 570 Ma. Estas intrusões ocorreram em sequência aos tonalitos e granodiorito relacionados a arcos magmáticos de 650 – 620 Ma. Além disso, são observados processos orogênicos intraplaca sem qualquer evidência de subducção em Províncias estruturais, como as do Norte, entre 590 Ma e 560 Ma. A identificação dos eventos orogênicos é dificultada pelo tectonismo pós-colisional e eventos magmáticos.
Eventos pós-colisionais são encontrados em vários locais com idades entre o intervalo do pulso 3, indicando forte atividade magmática e tectônica. Porém, a distinção entre esse intervalo e os pulsos adjacentes não estão totalmente claros devido à falta de dados que corroborem com tais intervalos, além dos processos obliterantes ocasionados pela tectônica de escape ocorrida a partir de 580 Ma.

### Pulso 4 (530 – 490 Ma)
O marco entre condições tectônicas instáveis para estáveis na América do Sul se relaciona principalmente à processos pós-colisionais. Incluem-se, nesse intervalo, tectônica de escape, sedimentação de bacias, tectônica foreland, processos isostáticos e extensionais. Com isso, dois processos de áreas continentais tomam forma logo após a formação do Gondwana Oeste. Eles são:
- Orogenia Búzios (610 – 490 Ma)

Este evento é considerado o mais recente ocorrido dentro do Orógeno Ribeira na Província Mantiqueira. Sua evolução é tida como a partir de uma bacia oceânica a partir de 610 Ma, evoluindo com a deformação que transportou as rochas para o noroeste desde 590 Ma até 520 Ma pela subducção da Placa Angolana sob o Terreno Oriental ocorrendo também metamorfismo de condições de alto grau. Isto foi seguido pela colisão ocorrida entre 530 – 520 Ma. Tectonismo e magmatismo tardio ficaram ativos até 490 Ma.
- Orogenia Pampeana (610 – 490 Ma)

Esta orogênese ocorreu em consequência da subducção da Microplaca Pampeana no sentido oeste sob a Placa Rio da La Plata, assim gerando rochas “Greevilleanas” ao leste.
Existem dois cinturões paralelos, relacionados ao magmatismo cálcio-alcalino, ocorrido entre 555 Ma e 525 Ma no Leste, além de rochas metassedimentares e peraluminosas graníticas entre 525 e 515Ma a Oeste. Há também a ocorrência de ofiolitos datados entre 647 ± 70 Ma.
Alguns estudos sugerem uma relação de conectividade com o Cinturão Paraguai ao Norte, mas a falta de evidência quanto à subducção de placa oceânica nesta região é um empecilho para essa hipótese.

## Principais registros geológicos

### Geologia ígnea
O arcabouço ígneo da Província Borborema é dominado por associações vulcano-sedimentares, incluindo rochas félsicas, máficas e, de forma mais restrita, associações ultramáficas. Granitos orogênicos e colisionais são dominantes. Tais rochas formam terrenos de idade toniana dentro da província (Neves et al., 2014). 
Já na Província Tocantins, mais precisamente no Arco Magmático de Goiás, existem dois setores separados por terrenos arqueanos. Nestes setores, a evolução de um arco de ilhas toniano desenvolveu magmatismo de caráter toleítico a cálcio-alcalino associados a magmatismos tonalíticos/granodioríticos. Posteriormente, neste mesmo contexto, desenvolveu-se magmatismo de idade criogeniana, com sequências vulcano-sedimentares e intrusões de tonalito-granodioritos da série cálcio-alcalina. Nesta província também se desenvolveram instrusões pós-tectônicas de caráter bimodal, com a formação de gabros e granitos (Neves et al., 2014).
Na Província Mantiqueira são reportado tonalitos, granodioritos cujos dados geoquímicos apontam para magmatismo extensional num ambiente do tipo back-arc (Neves et al., 2014).

### Geologia metamórfica
Dentre os processos metamórficos advindos da orogênese brasiliana é possível observar aqueles ocorridos no conjunto de rochas da Sequência Vulcano-Sedimentar do Alto Rio Guanhães (Dussin et al., 2000)., a qual compreende itabiritos, quartzitos ferruginosos, xistos quartzosos e micáceos, grafita xistos e rochas metamáficas. Nestas rochas, a paragênese mineral indica o metamorfismo de fácies anfibolito inferior, com actinolita, tremolita e hornblenda nas metamáficas e cianita, estaurolita, granada e biotita nas rochas xistosas (Dussin et al., 2000).   
Outro conjunto de litotipos também de metamorfismo brasiliano são as rochas vulcânicas e corpos graníticos do tipo A da Suíte Borrachudos, na região de Guanhães - MG (Dussin et al., 2000) de idade mesoproterozóica. Tais rochas possuem sua textura ígnea superimposta estruturas de deformação e recristalização metamórfica brasilianas. Dentre os minerais metamórficos gerados, destacam-se hastingsita e anita, que ocorrem de forma orientada delimitando um bandamento gnáissico bem marcado, com presença de feições migmatíticas localmente. Dados os processos de gnaissificação e migmatização, tais rochas atingiram a fácies anfibolito superior.
Outros exemplos de paragêneses metamórficas são as de de fácies xisto verde a anfibolito, com idade de 630-620 Ma. reportados na Província Tocantins; fácies anfibolito de alta temperatura a granulito no Cinturão Metamórfico Ceres-Rialma e também no Orógeno de Búzios  (Neves et al., 2014).

## Geocronologia
O evento de colisão ou de convergência Brasiliano é dividido em três fases, ocorridos durante o Neoproterozóico até o Cambriano de maneira diacrônica. Essa diferença nas idades entre os estágios de fechamento ocasionou diferentes manifestações de cinturões orogênicos e fechamento de oceânicos, classificados como Brasiliano I, II e III. As diversas datações analisadas para rochas dos arcos magmáticos, realizadas por métodos como U-Pb SHRIMP em zircão em diversos artigos (Brito Neves, Pimentel apud Silva, 1999, 2002, 2005, 2008; Cordani, 2002) esclarecem a subdivisão através de métodos absolutos.
O evento Brasiliano I se manifesta no Arco Magmático de Goiás entre 890 e 800 Ma; no Domínio Embu em 790 Ma, além dos Cinturões Orogênicos Brasília Norte e São Gabriel, entre 750 e 700 Ma.
A manifestação do Brasiliano II é considerada a mais importante do estágio de convergência devido a sua maior atividade e expressividade, tendo ocorrido dobramentos e início do fechamento de oceanos durante este período. As análises de U-Pb indicam que a colisão do Cráton do São Francisco com o Maciço Goiano ocasionou um fechamento diacrônico durante o Neoproterozóico, de sentido norte para sul, do Oceano de Goiás entre 670 e 620 Ma e, de sul para norte, do Oceano Adamastor posicionado entre os Crátons do Kalahari a SE, do São Francisco à N e NW e Paraná à SW. Esta ocorrência foi datada entre 670 Ma e 530 Ma. Além disso, foram datados zircões que indicaram efeitos desta fase de convergência ainda no Arco Magmático de Goiás (890-800 Ma), além dos Cinturões Brasília (670 Ma – 600 Ma), Dom Feliciano (650 Ma -600 Ma), Ribeira (630 Ma – 540 Ma) e Araçuaí (60 Ma – 530 Ma).
A última fase do processo de colisão, Brasiliano III encerra o ciclo homônimo e é caracterizado pela colisão do Cráton Amazônico com os maciços aglutinados à leste, finalizando, assim, o fechamento dos dois oceanos supracitados. As análises de U-Pb em zircão indicam a ocorrência dessa fase nos Cinturões Araguaia e Paraguai, em 580 Ma-540 Ma e 540 Ma – 500 Ma, respectivamente e, por fim, no Domínio Cabo Frio, em 520 Ma – 490 Ma. Após isso, suscedeu-se o regime distensivo de exumação e colapso do orógeno, que consequentemente formou bacias sedimentares, resultando nos processos de formação da Plataforma Sul-Americana.

## Recursos Minerais
Na fase pós-colisional da orogênese são relatados granitos pós-tectônicos de cerca de 540 Ma, os quais desencadearam um processo metalogenético, com a gênese de pegmatitos (Pedrosa et al., 2000). Essas rochas do início da era cambriana são características da província pegmatítica do leste do estado de Minas Gerais e são conhecidas pela sua contribuição gemológica e pela presença de minério de lítio em algumas regiões.